# G20-Gipfel in Buenos Aires 2018
Der G20-Gipfel in Buenos Aires 2018 (englisch 2018 G20 Buenos Aires summit) war das 13. Gipfeltreffen der Gruppe der zwanzig wichtigsten Industrie- und Schwellenländer (G20) am 30. November und 1. Dezember 2018. Es war das erste auf südamerikanischem Boden.

## Themen

In der Temperatur-Anomalie auf der Erde seit 1980 sahen außer den USA alle Gipfelteilnehmer eine Gefahr für die Menschheit.

Im Vorfeld legte Gastgeber Argentinien drei überwiegend davon abweichende Verhandlungsthemen fest, die eigentlich Priorität genießen sollten: die Zukunft der Arbeit, die Infrastruktur für wirtschaftliche Entwicklung und die nachhaltige Erzeugung von Lebensmitteln.
Als wichtigste Themen wurden der weltweite Handel und insbesondere die protektionistische Handelspolitik der Regierung der Vereinigten Staaten sowie die globale Migration und – auch hinsichtlich der unmittelbar im Anschluss an den Gipfel ab 3. Dezember 2018 in Kattowitz stattfindenden Weltklimakonferenz (COP 24) – notwendige Maßnahmen für eine der Menschheit dienliche Einwirkung auf die Emission von Treibhausgasen besprochen.
Laut Medienberichten gab es auch Konsultationen verschiedener Teilnehmer wegen der militärischen russischen Provokation bei Kertsch zwischen Russland und der Ukraine am 25. November 2018.

## Teilnehmer

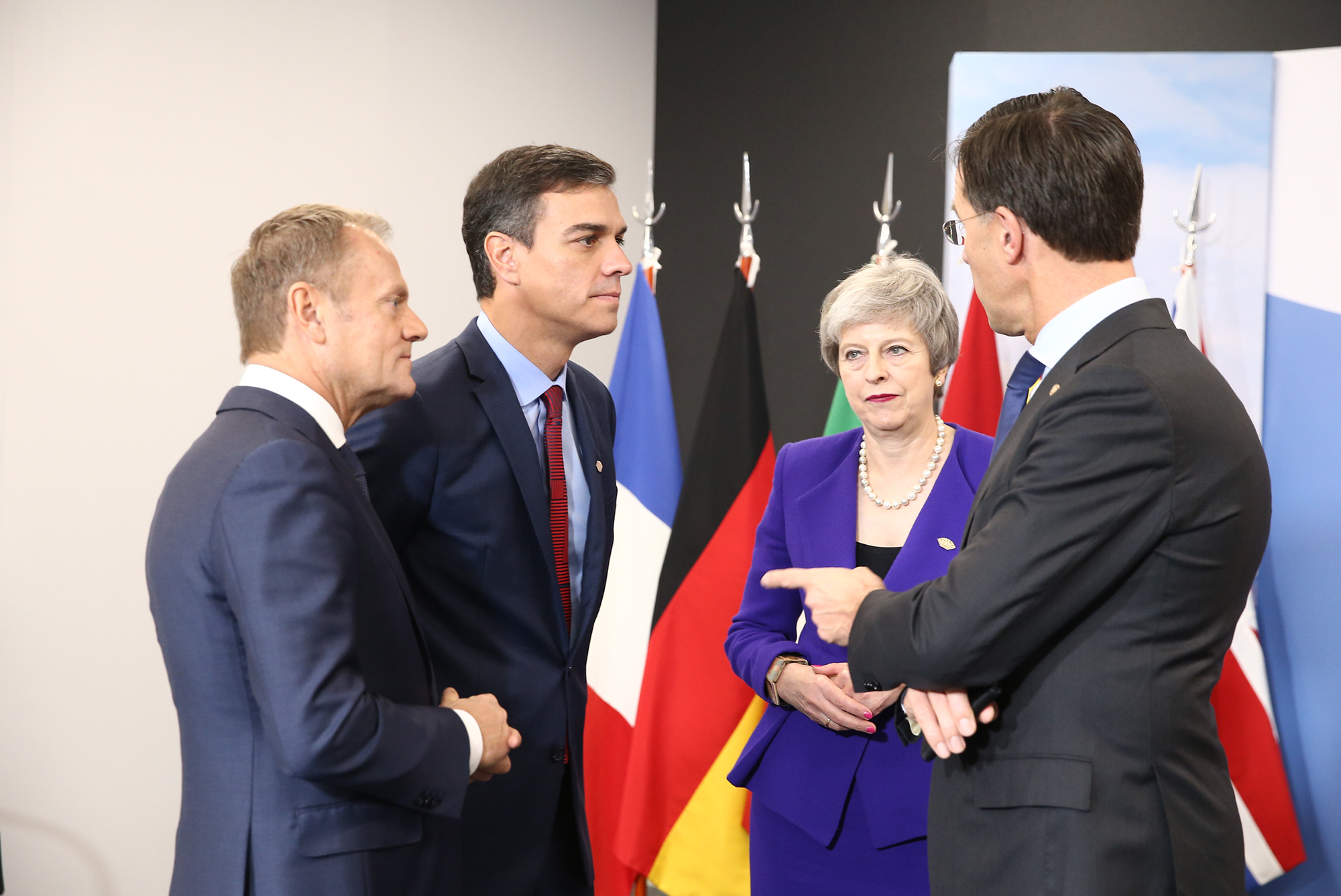
Begegnungen in kleiner Runde „on the sidelines“, hier Donald Tusk (EU), Pedro Sánchez (Spanien), der bei der Organisation assistierte, Theresa May (Vereinigtes Königreich) und Mark Rutte (Niederlande)

Zu den Teilnehmern zählten Vertreter der G20-Mitgliedstaaten und der Europäischen Union (EU).
Unter den Gastländern und -organisationen befanden sich die Afrikanische Union (Paul Kagame), die Niederlande (Mark Rutte) und Spanien (Pedro Sánchez).

## Verlauf

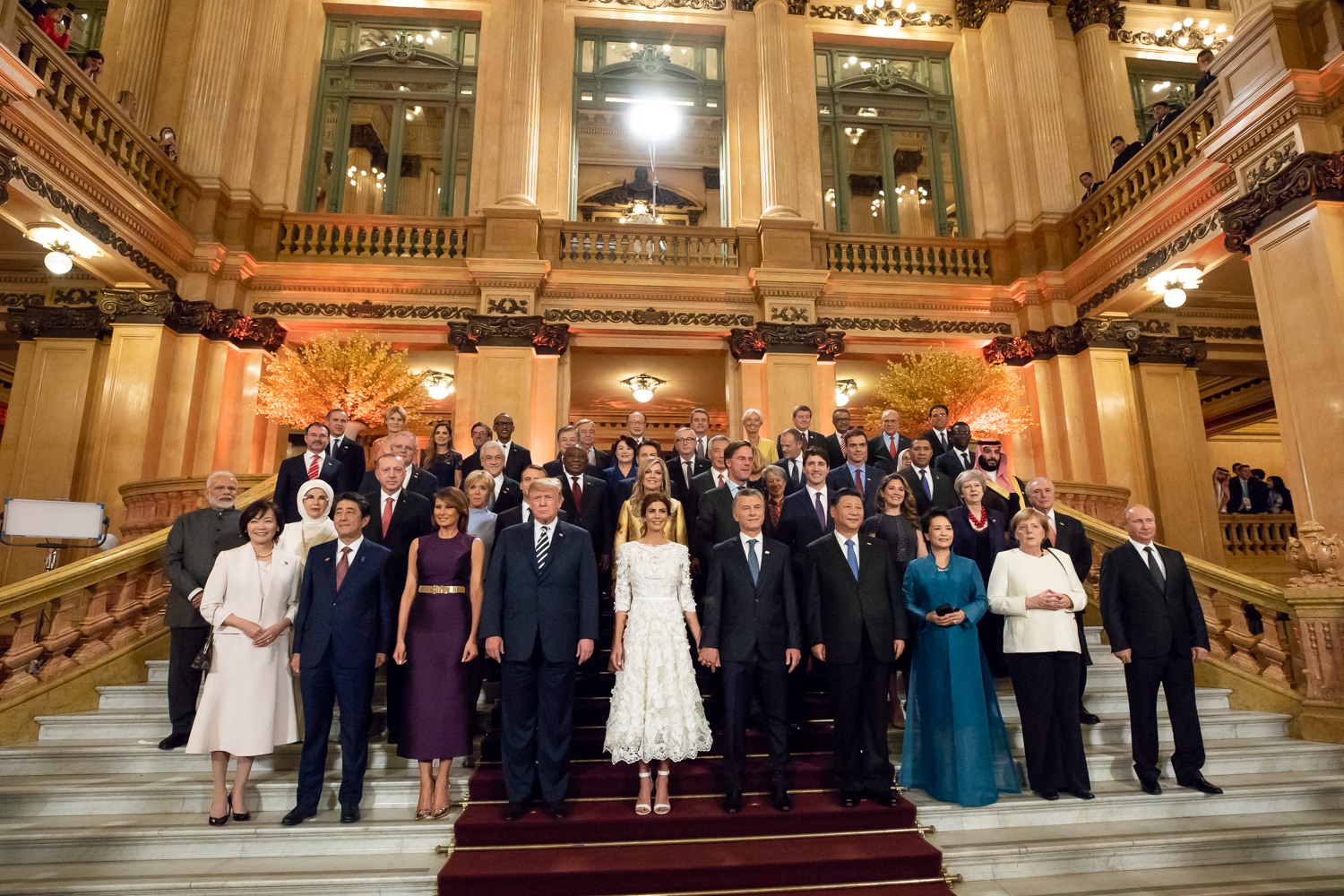
Kulturprogramm am Abend, Foto mit Kanzlerin Merkel

Im Rahmen des G20-Gipfels unterschrieben die Regierungschefs der Länder Kanada, Mexiko und Vereinigte Staaten das „United States-Mexico-Canada Agreement“, eine Freihandelsvereinbarung, die nach ihrer Ratifizierung die Regelungen des Nordamerikanischen Freihandelsabkommens (NAFTA) von 1994 ersetzen soll.
Am Abend des 30. November fanden die 20 Regierungschefs zu einem Gala-Dinner im Teatro Colón zusammen, an dem auch die deutsche Bundeskanzlerin Angela Merkel teilnahm, die aufgrund eines Schadens am Regierungsflugzeug Konrad Adenauer zu dem Gipfel verspätet eintraf.
Der Gipfel war geprägt von bilateralen Gesprächen der Regierungschefs und den zugehörigen Delegationen zu den aktuellen Konflikten der Nationalstaaten.

## Ergebnisse
Von der EU her wurde als größter Erfolg die Verpflichtung der teilnehmenden Staats- und Regierungschefs auf eine Reform der Welthandelsorganisation (WTO) für eine bessere Einhaltung von gemeinsamen Spielregeln genannt.

### Abschlusserklärung
Im Gegensatz zum vorangehenden Gipfeltreffen spricht sich die gemeinsame Erklärung der Teilnehmer nicht mehr kategorisch gegen Protektionismus aus, die klimapolitische Abkehr der USA vom 2015 durch die Staatengemeinschaft in Paris verabschiedeten Weltklimaabkommen als einzigem Teilnehmer der G20 ist erneut festgehalten.
Im Abschlussdokument stellen die Unterzeichner u. a. ein starkes ökonomisches Wachstum in der Welt fest, weisen aber auf Rettungsmechanismen hin, die im Fall einer Rezession wirksam werden müssten und die noch nicht gefunden seien. In der Abschlusserklärung steht außerdem das Bekenntnis zu mehr Datenaustausch über Finanzkonten, um Steuerbetrug besser zu bekämpfen, sowie die Absicht, gegen Gewinnverkürzungen und Gewinnverlagerungen bei Steuerzahlungen vorzugehen.

Folgend noch ein übersetztes Zitat aus dem Abschlussbericht: 

„Wir werden Krypto-Assets zur Bekämpfung der Geldwäsche und der Terrorismusfinanzierung im Einklang mit den FATF-Standards regulieren und bei Bedarf weitere Maßnahmen in Betracht ziehen.“

## Kosten
Für den G20-Gipfel veranschlagte die argentinische Regierung einen Betrag von 112 Millionen US-Dollar. Darin enthalten waren 40 Millionen USD für das Catering, das Gala-Diner im Teatro Colón, die Gastgeschenke an die Delegationen, die Übersetzer, die Transfers und die Reinigung sowie 43 Millionen USD für die Sicherheit. 17 Millionen USD kosteten die 84 Versammlungen, die der Vorbereitung des Gipfels dienten, und 12 Millionen USD die Gehälter der 70 Mitarbeiter, die den Gipfel organisierten. Nicht eingerechnet sind die „Zusatzausgaben“ für Sicherheitsausrüstung, die auch nach dem Gipfel genutzt werden sollte, darunter 12 Kleinflugzeuge Beechcraft T-6 Texan II von den USA für 160 Millionen US-Dollar, vier Patrouillenboote von Israel für 49 Millionen USD sowie fünf Kampfflugzeuge Dassault Super Étendard von Frankreich für 12,5 Millionen USD.

## Kritik
Hilfsorganisationen wie Oxfam mahnten die Reduzierung der zunehmenden Gegensätze zwischen Arm und Reich an um extreme Armut zu mildern. In der Abschlusserklärung tauche die Soziale Ungerechtigkeit nicht auf.